# دربندي الوسطى (ميانكوه)
دربندي الوسطى (بالفارسية: دربندی وسطی) هي قرية تقع في إيران في Miankuh Rural District. يقدر عدد سكانها بـ 26 نسمة بحسب إحصاء 2016.